# Canadian River
Canadian River – rzeka w Stanach Zjednoczonych, najdłuższy dopływ rzeki Arkansas. Płynie przez amerykańskie stany Nowy Meksyk, Teksas i Oklahoma. Jej długość wynosi 1458 km, a powierzchnia dorzecza – 123 tys. km².
Wypływa ze wschodnich zboczy gór Sangre de Cristo na wysokości około 2900 m n.p.m. Płynie najpierw w kierunku południowym, tworząc miejscami głębokie kaniony. W górnym biegu jej wody przegrodzone są w kilku miejscach zaporami. We wschodnim Nowym Meksyku Canadian River skręca na wschód i płynie w tym kierunku aż do ujścia do Arkansas. Tuż przed ujściem przyjmuje swój najważniejszy dopływ North Canadian (708 km). Ważniejsze miasta nad Canadian River to Raton i Norman.
Nie jest jasne, dlaczego rzeka nosi nazwę Canadian River ("Rzeka Kanadyjska"). Być może nazwę tę nadali francuscy handlarze, którzy pochodzili z Kanady. Niektórzy sądzą, że pierwsi europejscy odkrywcy tych ziem mogli myśleć, że rzeka, płynąca na niektórych odcinkach w kierunku północno-wschodnim, płynie do Kanady.